# Rhynchospora sellowiana
Rhynchospora sellowiana är en halvgräsart som beskrevs av Ernst Gottlieb von Steudel. Rhynchospora sellowiana ingår i släktet småag, och familjen halvgräs. Inga underarter finns listade i Catalogue of Life.